# Stryjno-Kolonia
Stryjno-Kolonia – kolonia w Polsce położona w województwie lubelskim, w powiecie świdnickim, w gminie Rybczewice.
Miejscowość położona na wschodnim krańcu Krzczonowskiego Parku Krajobrazowego.
W latach 1975–1998 miejscowość administracyjnie należała do ówczesnego województwa lubelskiego.
Wieś jest sołectwem w gminie Rybczewice. 